# Patrick Dorgu
Patrick Chinazaekpere Dorgu (* 26. Oktober 2004) ist ein dänisch-nigerianischer Fußballspieler.
Der linke Außenverteidiger spielte seit seiner Kindheit in der Akademie des FC Nordsjælland, bevor er als Heranwachsender nach Italien zur US Lecce wechselte. Zurzeit spielt er bei Manchester United. Zudem ist Dorgu auch dänischer A-Nationalspieler. 

## Karriere

### Verein
Patrick Dorgu, ein Sohn nigerianischer Eltern, begann mit dem Fußballspielen bei Husum Boldklub, einem Klub aus Brønshøj-Husum in Kopenhagen. Im Alter von elf Jahren wechselte er in die Akademie des FC Nordsjælland aus Farum, einem Ort im Großraum der dänischen Hauptstadt. Dort spielte Dorgu bis 2022, ehe er dann nach Italien in die Serie A zu US Lecce ging. Im Salento in Apulien spielte er ein Jahr in der U19-Mannschaft und gab dann am 29. August 2023 im Erstrundenspiel im Coppa Italia gegen Como 1907 sein Pflichtspieldebüt für die Profimannschaft, wobei ihm in der 27. Minute auch die Vorlage zum 1:0-Siegtreffer gelang. In der Folge kam Patrick Dorgu in der Liga regelmäßig zum Einsatz, wobei er nur selten in der Startelf stand. Dabei gelangen ihm zwei Tore.
Im Februar 2025 wechselte er zu Manchester United und unterschrieb dort einen Vertrag bis 2030.

### Nationalmannschaft
Patrick Dorgu kam in den Altersklassen U18, U19 und U20 sowie U21 für die Nachwuchsnationalmannschaften Dänemarks zum Einsatz.
Er wäre derzeit noch für die Auswahlmannschaften Nigerias spielberechtigt, doch am 27. August 2024 wurde er von Lars Knudsen, dem Co-Trainer des FC Augsburg, der Interimstrainer Morten Wieghorst vertritt, für den Kader der dänischen A-Nationalmannschaft für die Nations-League-Spiele gegen die Eidgenossen aus der Schweiz und gegen die Serben nominiert. Bei seinem Debüt als Eingewechselter in der Partie gegen die Schweiz traf er, wenige Sekunden nach seinem Wechsel, sein erstes Länderspieltor.